# Río Abangares
Río Abangares är ett vattendrag i Costa Rica.   Det ligger i provinsen Puntarenas, i den västra delen av landet, 110 km väster om huvudstaden San José.